# Honda ZR-V
La Honda ZR-V (également connue sous le nom de Honda HR-V en Amérique du Nord et en Chine) est un crossover produite par le constructeur automobile japonais Honda,. Il se positionne entre le HR-V/Vezel/XR-V et le CR-V.

## Présentation
La Honda ZR-V est dévoilée pour la première fois aux États-Unis le 4 avril 2022 comme HR-V de troisième génération pour le marché local, afin de mieux « répondre aux besoins distincts des clients américains » avec un véhicule plus spacieux. Sur ce marché, les ventes ont commencé en juin 2022. Le développement du véhicule a été dirigé par le responsable du développement Shuichi Ono.
Selon Honda, le nom ZR-V signifie Z Runabout Vehicle, une référence à la génération Z[précision nécessaire].
Le modèle européen, présenté en juin 2023, est proposé uniquement en motorisation hybride. Il utilise le nom ZR-V pour se différencier du HR-V au sein de la gamme.

## Caractéristiques techniques
Le véhicule partage sa plateforme avec la Honda Civic de onzième génération.

### Motorisations
En Amérique du Nord, le crossover est propulsé par un moteur de 2,0 litres produisant 158 ch (118 kW) à 6500 tr/min et 187 N m de couple à 4 200 tr/min avec un système de transmission intégrale en option.
En Europe, la ZR-V est dotée d'une motorisation hybride provenant de la Honda Civic e:HEV, composée d'un moteur quatre cylindres essence à cycle d'Atkinson de 2 litres associé à 2 moteurs électriques pour une puissance totale de 184 ch (135 kW) et 315 N m de couple.
| Logo de Honda              | Honda ZR-V e:HEV                                              |
| -------------------------- | ------------------------------------------------------------- |
| Moteur                     | 4-cylindres (cycle d'Atkinson)                                |
| Alimentation               | Turbocompressé                                                |
| Cylindrée (cm3)            | 1993                                                          |
| Puissance maximale ch (kW) | Thermique: 143 (105) Électrique: 183 (135) Combiné: 184 (136) |
| au régime de (tr/min)      |                                                               |
| Couple maximal (N m)       | 315                                                           |
| au régime de (tr/min)      |                                                               |
| Boîte de vitesses          | Automatique                                                   |
| Transmission               | Traction                                                      |
| Vitesse maximale (km/h)    | 173                                                           |
| 0-100 km/h (s)             | 7,9                                                           |
| Consommation (L/100 km)    | 5,7                                                           |
| Émissions de CO2 (g/km)    | 131                                                           |
| Capacité du réservoir (L)  | 57                                                            |
| Masse à vide (kg)          | 1639                                                          |
| Norme environnementale     | Euro 6d-Temp                                                  |
| Batterie                   |                                                               |
| Type                       | Lithium-ion                                                   |
| Capacité brute (kWh)       |                                                               |
| Capacité nette (kWh)       | 1,05                                                          |
| Autonomie électrique (km)  |                                                               |

## Finitions
Les niveaux de finition proposés en Amérique du Nord au lancement sont :
- LX
- Sport
- EX-L.

Les niveaux de finition proposés en Europe au lancement sont :
- Advance
- Sport

## Chine
Le véhicule est lancé en Chine en 2022. Il y est produit et commercialisé par Dongfeng Honda sous le nom de Honda HR-V et par Guanqi Honda (GAC) sous le nom de Honda ZR-V.
Ces deux versions produites par des co-entreprises concurrentes présentent des différences esthétiques significatives. 

Le Guanqi Honda ZR-V chinois a une apparence identique aux versions vendues ailleurs dans le monde, tandis que le Dongfeng Honda HR-V a un design plus chargé et massif.

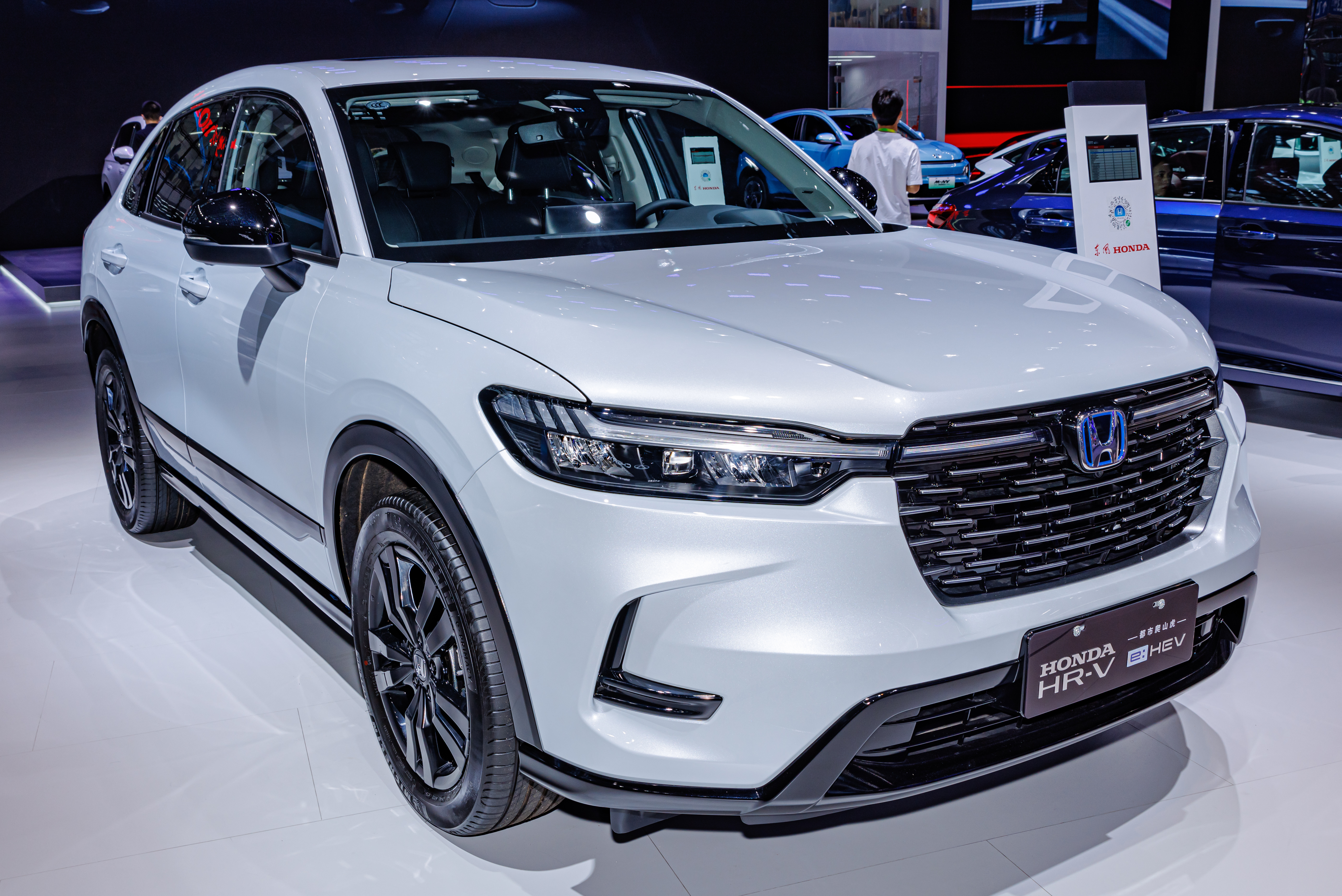
Dongfeng Honda HR-V
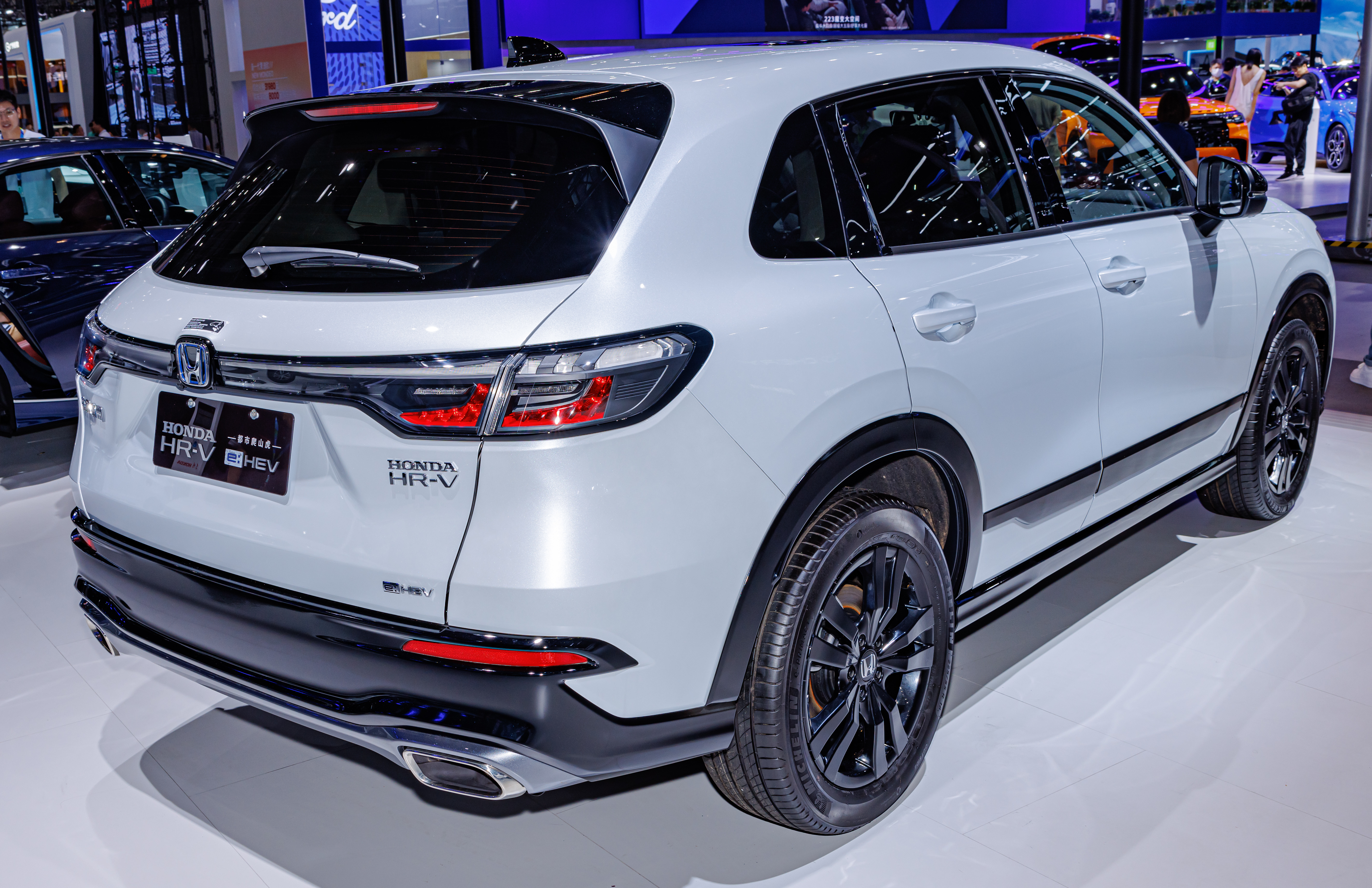
Dongfeng Honda HR-V
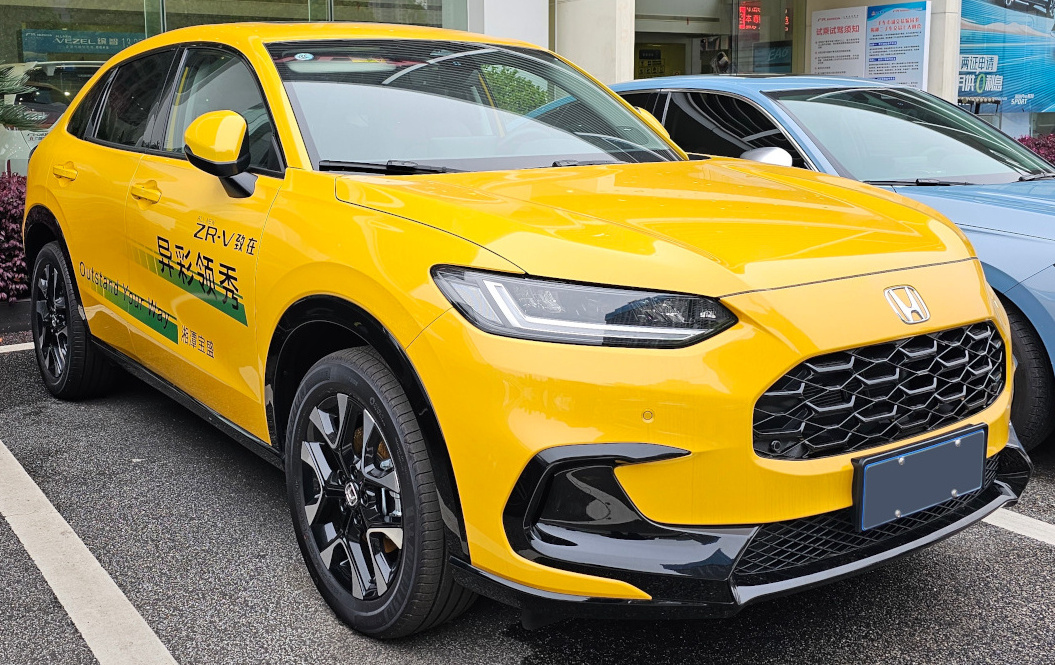
Guangqi Honda ZR-V